# 阿爾韋托阿韋洛托雷亞爾瓦市

阿爾韋托阿韋洛托雷亞爾瓦市（西班牙語：Municipio Alberto Arvelo Torrealba）是委內瑞拉的一個市，位於該國西部巴里納斯州，首府設於薩瓦內塔，海拔高度147米，始建於1771年，面積769平方公里，2010年人口37,646，人口密度為每平方公里48.95人。